# Калифорнийский хомячок
Калифорнийский хомячок (лат. Peromyscus californicus) — вид грызунов из семейства хомяковых (Сricetidae). Обитает в северо-западной Мексике, а также в центральной части южной Калифорнии. Является самым крупным видом из рода белоногих хомячков в США.
В то время как большинство грызунов полигамны, калифорнийские хомячки образую моногамные долгосрочные пары, что делает их модельным организмом для исследований, направленных на изучение генетики и нейробиологии верности партнёру и родительской заботы.

## Описание
Калифорнийский хомячок имеет очень большие уши, а ее хвост длиннее, чем голова и туловище вместе взятые. Учитывая хвост, который составляет около от 117 до 156 мм в длину, общая длина хомячка колеблется от 220 до 285 мм. Шерсть в целом коричневого цвета, с черным опушением. Этот цвет начиная со спины переходит в сливочно-белые оттенки на животе. Передние и задние конечности белые. Взрослые особи достаточно велики, чтобы спутать их с молодыми лесными хомяками (Neotoma).

## Образ жизни
Калифорнийский хомячок — полудревесное животное, но, как правило, гнездится на земле, например, под обломками упавших брёвен. Норы утепляются грубой, сухой травой и палочками, а тонкая трава используется как подстилка. P. californicus более территориальные чем Г. maniculatus, причём оба пола защищают своё жилье. Самцы агрессивны по отношению друг к другу; в своих боях они используют прыжки, уклонения и характерные мяукающие крики.
Моногамные пары калифорнийских хомячков помогают молодняка крепнуть и развиваться. Помёт обычно состоит всего из двух детёнышей, но пара может выдать целых шесть помётов в год. Беременность длится от 21 до 25 дней. Потомство оставляет родителей в возрасте от пяти до шести недель.
Рацион калифорнийского хомячка состоит из сухих плодов, семян и цветков, такие, как Rhus integrifolia, Lotus scoparius и Salvia apiana. Также они потребляют различные травы, разнотравье, грибы и членистоногих.
Калифорнийские хомячки в основном активны ночью. Их главные враги в природе — горностаи и сипухи.